# Lilija Jefremova
Lilia Mikolaivna Vayhina-Jefremova (Oekraïens: Лілія Миколаївна Вайгіна-Єфремова, Russisch: Лилия Николаевна Вайгина-Ефремова) (Tsjeboksary, 15 april 1977) is een in Rusland geboren Oekraïense biatlete.
Tijdens de sprintwedstrijd op de Olympische Winterspelen 2006 ging de titel naar de Française Florence Baverel-Robert en dat heette een verrassing te zijn, aangezien het haar eerste overwinning in 10 jaar internationaal biatlon was. Ook de zilverenmedaillewinnares Anna Carin Olofsson werd wel gezien als een outsider, maar was niet per definitie op het podium verwacht. De bronzenmedaillewinnares zorgde echter voor de grootste verrassing.
Lilija Jefremova was tot dan toe slechts een van de vele deelneemsters aan biatlonwedstrijden op internaal niveau die niet weten door te dringen tot de echte wereldtop om voor de prijzen mee te strijden. Met een enkele 13e plaats als beste resultaat in een wereldbekerwedstrijd en een 34e plaats in het totaal klassement in het seizoen 2002-2003 was ze in haar sportcarrière nog niet eens één keer in de buurt gekomen van een podiumplaats.
Op 16 februari 2006 klopte echter alles. Ze was snel op de ski's en het schieten ging foutloos. De grote favorieten waren ondertussen allemaal al gesneuveld waardoor er reeds een verrassend podium ontstaan was en waar niemand meer een wijziging in de medailles verwachtte dook daar ineens Jefremova op. Na twee schietbeurten was ze nog foutloos en kwam ze als derde door op het meetpunt. Ze wist stand te houden en foutloos te schieten, met haar bronzen medaille als gevolg.
| Logo van de Olympische Spelen | Goud | Zilver | Brons | Logo van de Olympische Spelen |
|                               | 0    | 0      | 1     |                               |